# Chiesa di San Martino (Sarentino)
La chiesa di San Martino (in tedesco St. Martin in Reinswald) è la parrocchiale patronale a San Martino, frazione di Sarentino in Alto Adige. Fa parte del decanato di Bolzano-Sarentino e la sua storia inizia probabilmente nel XIV secolo.

## Storia

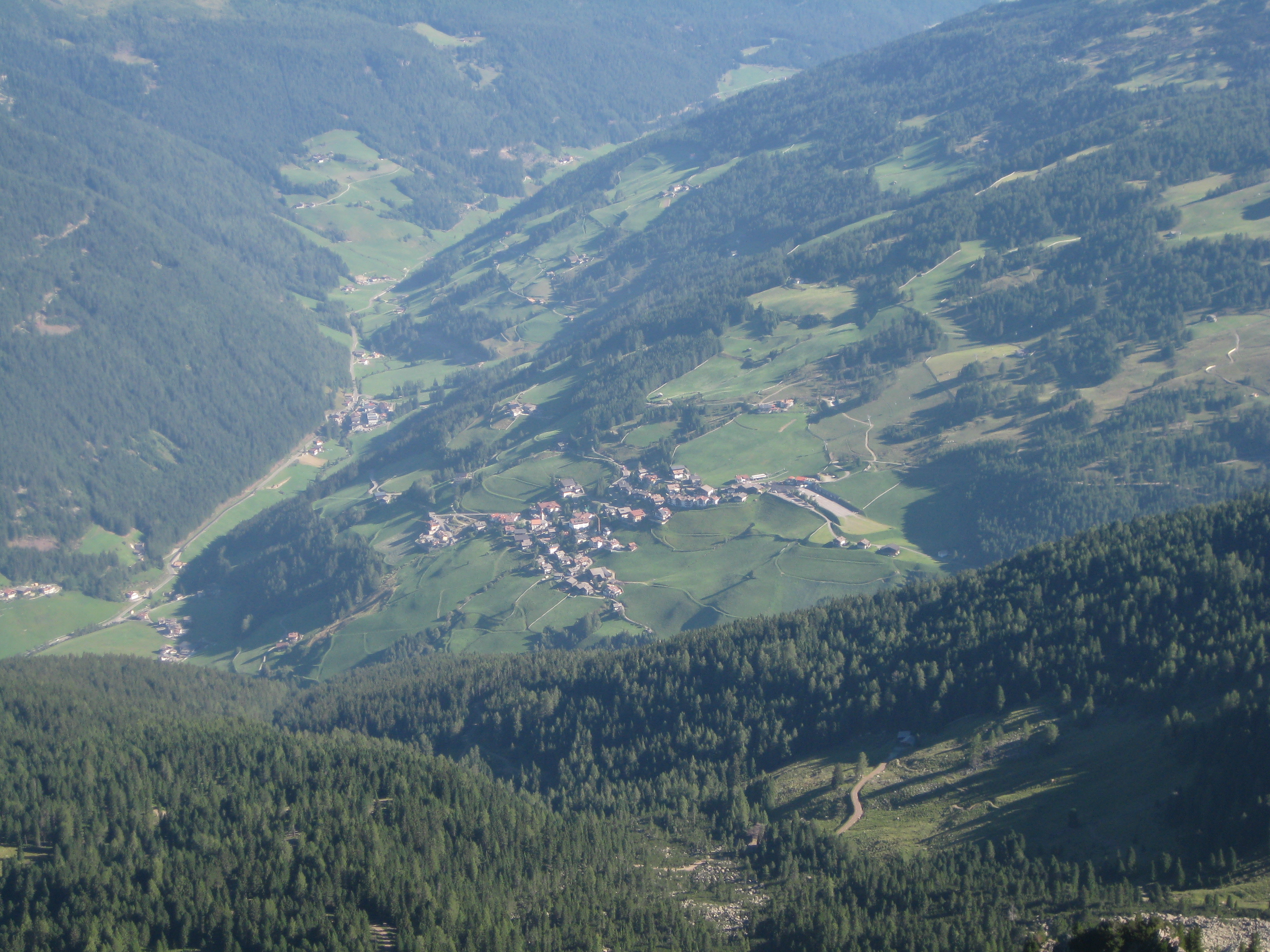
Panorama dall'alto del villaggio di San Martino.

Una prima citazione della piccola chiesa con dedicazione a san Martino nell'omonima località sul territorio di Sarentino risale al 1433, quindi l'edificio, almeno nel XVI secolo, era già presente.
La dedicazione della chiesa fu in seguito il motivo della scelta del nome italiano del villaggio, San Martino, mentre il nome tedesco rimase Reinswald.

## Descrizione
La chiesa di San Martino si trova nella parte occidentale dell'abitato della frazione e presenta un orientamento verso sud ovest. Come in molti luoghi di culto dell'arco alpino attorno alla chiesa si trova l'area occupata dal cimitero della comunità, quindi il tempio svolge in parte anche il ruolo di chiesa cimiteriale anche se accanto, sulla sua sinistra, si trova una piccola cappella con tale funzione specifica.
Il prospetto principale, rivolto verso la valle, è intonacato.
La torre campanaria in stile gotico sorge appoggiata alla sinistra della chiesa. Culmina con una copertura a piramide acuta a base poligonale. La cella campanaria sottostante si apre con bifore munite di serramenti protettivi in legno e sotto la cella si trovano altre apertura a bifora di minori dimensioni e l'orologio.
L'interno, a navata unica, è ricco di decorazioni. La parte presbiteriale accoglie l'altare maggiore sopra il quale si trova un interessante trittico ligneo dorato con nicchie e statue. Fuori dall'arco santo, nella sala, ci sono i due altari laterali.